# 997 Priska
Priska (asteroide 997) é um asteroide da cintura principal com um diâmetro de 18,7 quilómetros, a 2,1907851 UA. Possui uma excentricidade de 0,179683 e um período orbital de 1 594,13 dias (4,37 anos).
Priska tem uma velocidade orbital média de 18,225679 km/s e uma inclinação de 10,4891º.
Este asteroide foi descoberto em 12 de Julho de 1923 por Karl Reinmuth.